# كريستوفر شيندلر
كريستوفر شيندلر (بالألمانية: Christopher Schindler)‏ (29 أبريل 1990 بميونخ في ألمانيا - ) هو لاعب كرة قدم ألماني في مركز الدفاع. شارك مع منتخب ألمانيا تحت 21 سنة لكرة القدم. أما مع النوادي، فقد لعب مع ميونخ 1860 وTSV 1860 Munich II ‏.

## وصلات خارجية
- كريستوفر شيندلر على موقع قاعدة بيانات كرة القدم.إي يو (الإنجليزية)
- كريستوفر شيندلر على موقع بيانات كرة القدم. دي إي (الألمانية)
- كريستوفر شيندلر على موقع Soccerbase.com (لاعب) (الإنجليزية)
- كريستوفر شيندلر على موقع Soccerway.com (الإنجليزية)
- كريستوفر شيندلر على موقع عالم كرة القدم.نت (الإنجليزية)